# Catedral del Santo Redentor (Belice)
La Catedral del Santo Redentor (en inglés: Holy Redeemer Cathedral) es una catedral católica en la Ciudad de Belice, Belice. El edificio fue terminado en 1858. Su exterior es de ladrillo, mientras que el interior está equipado casi en su totalidad en madera de caoba. El suelo era de madera al principio, pero fue reemplazado después del paso de un huracán en 1961 con hormigón y teja. Gran parte de la carpintería interior ha sido dañada por las termitas.
La catedral es el iglesia madre de la Diócesis de Belice-Belmopán. Comparte el papel con la Co-catedral Virgen de Guadalupe en Belmopán.
El Papa Juan Pablo II hizo la primera visita papal a Belice y visitó la catedral en 1983.

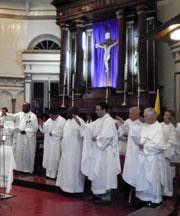
Vista interna